# Гаштольд, Мартин
Ма́ртин Гашто́льд (Гошто́вт; ум. 1483 или 1484) — представитель рода Гаштольдов, сын Яна. Староста новогрудский в 1464—1471 годах, первый воевода киевский в 1471—1475 годах, маршалок земский в 1477—1483 годах, воевода трокский в 1481—1483 годах.
В отличие от отца, был сторонником великого князя Казимира. После смерти наместника киевского княжества Семёна Олельковича был назначен на должность киевского наместника, но киевляне не пустили его в город, после чего Мартину пришлось возвращаться с войском, после чего киевское княжество было лишено автономии и преобразовано в воеводство, воеводой которого и стал Мартин. Так и не найдя поддержки среди горожан, в 1475 году Гаштольд отказался от должности и покинул Киев. На должности киевского воеводы ему приходилось вести постоянную борьбу против набегов крымских татар. Мартин принимал участие в суде над заговорщиками, попытавшимися организовать покушение на жизнь Казимира в 1481 году. Заговор был составлен потомками Владимира Ольгердовича, которые всё больше отстранялись от власти, в частности потеряли право на Киев.

## Семья
Был дважды женат на княжнах из рода Гольшанских. Первый брак с дочерью Семёна Гольшанского-Трабского принёс ему поместье Трабы около Гольшан и часть Глусской волости на реке Птичь, а брак с Анной, дочерью князя Юрия Гольшанского, часть Гольшан и Глуска из Дубровичей, также Задзвеи и Котлово. Имел сына Альбрехта и дочь Эльжбету (жена Яна Николаевича Радзивилла)